# کمال سادات
کمال سادات سیاستمدار افغانستانی می‌باشد که پس از استعفای عبدالباری جهانی مدتی در سمت سرپرست وزارت اطلاعات و فرهنگ افغانستان در دوره حکومت وحدت ملی به ریاست محمد اشرف غنی فعالیت داشت. وی قبل از سمت سرپرستی وزارت اطلاعات و فرهنگ در سمت معین جوانان این وزارت خانه فعالیت داشت و پس از تعیین محمد رسول باوری به عنوان سرپرست این وزارت خانه، فعالیت خود را در سمت معین امور جوانان ادامه داد.